# Jonathan Spector
Jonathan Michael Paul Spector (Arlington Heights, Illinois, 1986. március 1. –) amerikai labdarúgó.

## Pályafutása

### Kezdeti évek
Spector a St. Viator Középiskola futballcsapatának is tagja volt, első klubja a Schwaben AC volt, majd a Sockers FC-hez került. Tanulmányait a Bradenton Academy sportiskolájában fejezte be. Német felmenőkkel is rendelkezik, így nem kellett munkavállalási engedélyt kérnie ahhoz, hogy Európában játsszon.

### Manchester United
Spector 2003 nyarán a Manchester Unitedhez igazolt. A felnőttek között először 2004 augusztusában, az Arsenal elleni FA Community Shielden léphetet pályára. 2004 őszén Sir Alex Ferguson szerette volna kölcsönadni őt a Blackburn Roversnek, de a Unitednek annyi sérült játékosa volt, hogy végül nem tudta elengedni. A 2005/06-os szezon előtt Spector kölcsönben a Charlton Athletichez szerződött a teljes idényre. 16-szor volt kezdő, nyolcszor pedig csereként kapott lehetőséget.

### West Ham United
2006 júniusában Spector a West Ham Unitedhez igazolt, 500 000 font ellenében. A Manchester Unitednél minden sorozatot egybevéve nyolc alkalommal játszhatott. A londoniaknál 2006. szeptember 28-án léphetet először pályára, az UEFA-kupában. A West Ham eredetileg tartalék hátvédnek szánta Spectort, de a 2006/07-es idényben végül 28 meccsen kapott lehetőséget a sérülések és más játékosok gyenge formája miatt. Az is előfordult, hogy védekező középpályásként vetették be. 2007. november 11-én egy ideig úgy tűnt, Spector megszerezte első gólját, egy Derby County ellen 5-0-ra megnyert meccsen, de a találatot végül Eddie Lewis öngóljaként könyvelték el. Spector első két gólját a West Ham United színeiben egykori klubja a Manchester United ellen szerezte, az angol Ligakupában 2010. november 30-án. 2011 júniusában elhagyta a West Ham United csapatát.

## Válogatott
2003-ban Spector is tagja volt annak a korosztályos amerikai válogatottnak, amely részt vett a Finnországban rendezett U17-es vb-n. A felnőtt válogatottba 2004. november 17-én hívták be, egy Jamaica elleni vb-selejtezőre.
2005-ben az U20-as vb-n is részt vett és a Premier League-ben mutatott teljesítménye miatt mindenki biztosra vette, hogy a 2006-os vb-n is ott lesz, de egy Portsmouth elleni mérkőzésen vállsérülést szenvedett, így nem lehetett ott a világtornán.
Spector ott volt a 2007-es CONCACAF-aranykupa döntőjén is, ahol az Egyesült Államok 2-1-re verte Mexikót. Nem lehetett végig a pályán, mivel egy összefejelés után le kellett cserélni.
A 2009-es konföderációs kupán is tagja volt a Egyesült Államok keretének, végül a második helyett szereztáék meg miután a döntőben kikaptak a Brazil válogatott ellen.
2009-es CONCACAF-aranykupa és a 2011-es CONCACAF-aranykupa is tagja volt az Egyesült Államok válogatottjának ahol mindkétszer a Mexikó ellen vesztették el a döntőt.

## Külső hivatkozások
- Jonathan Spector pályafutásának statisztikái a Soccerbase oldalon (angolul)

- Jonathan Spector adatlapja a West Ham United hivatalos honlapján